# Opel Vectra B
Opel Vectra B er en stor mellemklassebil fra den tyske bilfabrikant Opel. Modellen afløste Vectra A i oktober 1995. Det første år blev modellen ligesom forgængeren produceret i en sedan- og i en combi coupé-udgave; året efter kom der for første gang siden 1975 igen en stationcar fra Opel i denne klasse. I efteråret 1998 blev modelserien modificeret.
I marts 2002 blev modellen afløst af Vectra C.

## Historie

### Generelt
Vectra B kom på markedet i oktober 1995 som firedørs sedan og femdørs combi coupé. Mere end 20 år efter at Ascona A, som hidtil havde været Opels eneste stationcar i den store mellemklasse, udgik af produktion, kom Vectra B i september 1996 som stationcar under den traditionelle betegnelse Caravan eller Wagon.
I årene 1995 til 1998 kunne Vectra B leveres i fire forskellige udstyrsvarianter:
- Vectra Basis (herunder "BelAir" og "Beauty")
- Vectra "CD"
- Vectra "Sport" (fra 1,8 16V og opefter)
- Vectra "CD Exklusiv" og "CDX"

Vectra "Sport" er udstyret med enkelte sportslige udstyrsdetaljer fra Irmscher, såsom 16" × 7J (205/55 R 16) hjul med såkaldte "twin-spoke"-alufælge, samt en sportsligt afstemt sænket undervogn. Alt efter årgang er Vectra udstyret med to forskellige sportsundervogne ("Irmscher" sænket 30 mm (røde fjedre, 1995−1998) eller en 20 mm sænket original Opel-undervogn (sorte fjedre, 1998−2002). Fra sommeren 2001 blev sportsversionen udstyret med modificerede kofangere fortil og bagtil, dellædersportssæder og 17" alufælge.
Sportslige carbonstriber på B- og C-søjlerne samt afmørkede blink- og baklygter kendetegner ud over Sport også CD Exklusiv samt specialmodellerne i500 og i30. "Basis" og "CD" har B- og C-søjler i bilens farve samt hvide blink- og baklygter.
I forbindelse med faceliftet fik alle versioner afmørkede blink- og baklygter som standardudstyr.
- Vectra 5-dørs "Basis" (1995–1998) bagfra
- Opel Vectra 4-dørs "Basis" (1995–1998)

### Facelift
I september 1998 gennemgik alle versioner et facelift. De vigtigste ændringer i forhold til den oprindelige version er:
- Nydesignet front- og bagparti (forlygter i klart glas, modificerede baglygter, diskret modificerede kofangere, etc.)
- Ny lakering
- Andre sidebeskyttelseslister
- Større sidespejle
- Lakerede dørhåndtag
- Mindre forandringer i udstyr og kabine (bl.a. nyt kombiinstrument)
- Indvendige dørhåndtag i krom
- Nydesignet kontaktenhed
- Nye udstyrsvarianter (f.eks. "Comfort" i stedet for den hidtidige "CD Exklusiv")
- Alle modeller med femegede hjul og 195/65-dæk som standardudstyr

X18XE-motoren blev f.eks. afløst af X18XE1, mens resten af motorprogrammet til modelår 2001 blev delvist modificeret, afløst eller optimeret. Samtidig blev dieselmotorerne modificeret og nye motorer introduceret, som f.eks. 2,2 DTI.
- Opel Vectra 4-dørs (1998–2002)
- Opel Vectra 5-dørs (1998−2002)
- Opel Vectra Caravan/Wagon "Edition 100" (specialmodel fra år 1999 (1998–2002))
- Vauxhall Vectra Wagon (Storbritannien (1998−2002))

## Sikkerhed
Modellen blev i 1997 kollisionstestet af Euro NCAP med et resultat på to en halv stjerne ud af fem mulige, og igen i 2001 hvor resultatet blev tre stjerner.
Det svenske forsikringsselskab Folksam vurderer flere forskellige bilmodeller ud fra oplysninger fra virkelige ulykker, hvorved risikoen for død eller invaliditet i tilfælde af en ulykke måles. I rapporterne Hur säker är bilen? er/var Vectra B klassificeret som følger:
- 1999: Mindst 40 % bedre end middelbilen[4]
- 2001: Mindst 40 % bedre end middelbilen[5]
- 2003: Mindst 15 % bedre end middelbilen[6]
- 2005: Mindst 15 % bedre end middelbilen[7]
- 2007: Som middelbilen[8]
- 2009: Mindst 20 % bedre end middelbilen[9]
- 2011: Mindst 20 % bedre end middelbilen[10]
- 2013: Som middelbilen[11]
- 2015: Som middelbilen[12]
- 2017: Som middelbilen[13]
- 2019: Som middelbilen[14]

## Tekniske data

### Benzinmotorer

#### 1,6 og 1,8 liter
|                                                | 1.6                     | 1.6 16V                         | 1.6 16V                         | 1.8 16V                         | 1.8 16V                         | 1.8 16V                         |
| Byggeår                                        | 10/1995−8/1998          | 10/1995–2/2000                  | 3/2000–2/2002                   | 10/1995–7/1998                  | 8/1998–9/2000                   | 10/2000–2/2002                  |
| Motordata                                      |                         |                                 |                                 |                                 |                                 |                                 |
| Motorkode                                      | X16SZR                  | X16XEL                          | Z16XE                           | X18XE                           | X18XE1                          | Z18XE                           |
| Motortype                                      | R4-benzinmotor          | R4-benzinmotor                  | R4-benzinmotor                  | R4-benzinmotor                  | R4-benzinmotor                  | R4-benzinmotor                  |
| Antal ventiler pr. cylinder                    | 2                       | 4                               | 4                               | 4                               | 4                               | 4                               |
| Ventilstyring                                  | OHC, tandrem            | DOHC, tandrem                   | DOHC, tandrem                   | DOHC, tandrem                   | DOHC, tandrem                   | DOHC, tandrem                   |
| Fødesystem                                     | Monopoint               | Multipoint                      | Multipoint                      | Multipoint                      | Multipoint                      | Multipoint                      |
| Trykladning                                    | –                       | –                               | –                               | –                               | –                               | –                               |
| Køling                                         | Vandkøling              | Vandkøling                      | Vandkøling                      | Vandkøling                      | Vandkøling                      | Vandkøling                      |
| Boring × slaglængde                            | 79,0 × 81,5 mm          | 79,0 × 81,5 mm                  | 79,0 × 81,5 mm                  | 81,6 × 86,0 mm                  | 80,5 × 88,2 mm                  | 80,5 × 88,2 mm                  |
| Slagvolume                                     | 1598 cm³                | 1598 cm³                        | 1598 cm³                        | 1799 cm³                        | 1796 cm³                        | 1796 cm³                        |
| Kompressionsforhold                            | 9,6:1                   | 10,5:1                          | 10,5:1                          | 10,8:1                          | 10,5:1                          | 10,5:1                          |
| Maks. effekt ved omdr./min.                    | 55 kW (75 hk) 5200      | 74 kW (100 hk) 6000             | 74 kW (100 hk) 6000             | 85 kW (115 hk) 5400             | 85 kW (115 hk) 5400             | 92 kW (125 hk) 5600             |
| Maks. drejningsmoment ved omdr./min.           | 128 Nm 2800             | 150 Nm 3200                     | 150 Nm 3600                     | 170 Nm 3600                     | 170 Nm 3400                     | 170 Nm 3800                     |
| Udstødningsnorm                                | Euro 2                  | Euro 2                          | Euro 4                          | Euro 2                          | Euro 2                          | Euro 4                          |
| Kraftoverførsel                                |                         |                                 |                                 |                                 |                                 |                                 |
| Drivende hjul                                  | Forhjul                 | Forhjul                         | Forhjul                         | Forhjul                         | Forhjul                         | Forhjul                         |
| Gearkasse (standardudstyr)                     | 5-trins manuel          | 5-trins manuel                  | 5-trins manuel                  | 5-trins manuel                  | 5-trins manuel                  | 5-trins manuel                  |
| Gearkasse (ekstraudstyr)                       | –                       | 4-trins automatisk              | 4-trins automatisk              | 4-trins automatisk              | 4-trins automatisk              | 4-trins automatisk              |
| Præstationer (Limousine)                       |                         |                                 |                                 |                                 |                                 |                                 |
| Topfart                                        | 175 km/t                | 193 km/t (178 km/t)             | 188 km/t (178 km/t)             | 203 km/t (200 km/t)             | 203 km/t (198 km/t)             | 208 km/t (200 km/t)             |
| Acceleration 0-100 km/t                        | 16,1 sek.               | 12,5 sek. (14,5 sek.)           | 12,5 sek. (14,5 sek.)           | 11,0 sek. (12,5 sek.)           | 11,0 sek. (12,5 sek.)           | 10,5 sek. (12,0 sek.)           |
| Brændstofforbrug pr. 100 km ved blandet kørsel | 7,5 liter Blyfri 95     | 7,9 liter (9,2 liter) Blyfri 95 | 7,1 liter (8,1 liter) Blyfri 95 | 8,2 liter (9,1 liter) Blyfri 95 | 7,6 liter (8,4 liter) Blyfri 95 | 7,6 liter (8,6 liter) Blyfri 95 |
| CO2-udslip ved blandet kørsel                  | 179 g/km                | 188 g/km (218 g/km)             | 171 g/km (195 g/km)             | 195 g/km (217 g/km)             | 183 g/km (202 g/km)             | 183 g/km (207 g/km)             |
| Præstationer (Caravan)                         |                         |                                 |                                 |                                 |                                 |                                 |
| Topfart                                        | 167 km/t                | 185 km/t (170 km/t)             | 185 km/t (170 km/t)             | 195 km/t (188 km/t)             | 195 km/t (190 km/t)             | 200 km/t (192 km/t)             |
| Acceleration 0-100 km/t                        | 17,0 sek.               | 13,5 sek. (15,5 sek.)           | 13,0 sek. (15,5 sek.)           | 12,0 sek. (13,5 sek.)           | 12,0 sek. (13,5 sek.)           | 11,0 sek. (12,5 sek.)           |
| Brændstofforbrug pr. 100 km ved blandet kørsel | 7,8 liter Blyfri 95     | 8,1 liter (9,4 liter) Blyfri 95 | 7,3 liter (8,3 liter) Blyfri 95 | 8,4 liter (9,3 liter) Blyfri 95 | 7,8 liter (8,6 liter) Blyfri 95 | 7,8 liter (8,8 liter) Blyfri 95 |
| CO2-udslip ved blandet kørsel                  | 186 g/km                | 193 g/km (223 g/km)             | 175 g/km (200 g/km)             | 200 g/km (221 g/km)             | 188 g/km (206 g/km)             | 187 g/km (211 g/km)             |
| Bemærkninger                                   |                         |                                 |                                 |                                 |                                 |                                 |
|                                                | Egnet til E10-brændstof |                                 |                                 |                                 |                                 |                                 |

1. ↑  Fra 10/1999 ny motorkode Y16XE med samme tekniske data, men opfylder Euro 3
2. ↑  For visse eksportlande 85 kW (115 hk)
3. 1 2  Værdier i parentes gælder for versioner med automatgear

#### 2,0 til 2,5 liter
|                                                | 2.0 16V                         | 2.2 16V                         | 2.5 V6                            | 2.5 V6 i500             | 2.6 V6                           | 3.0 V6 i30              |
| Byggeår                                        | 10/1995–9/2000                  | 10/2000–2/2002                  | 10/1995–9/2000                    | 12/1997–8/2000          | 10/2000–2/2002                   | 1998                    |
| Motordata                                      |                                 |                                 |                                   |                         |                                  |                         |
| Motorkode                                      | X20XEV                          | Z22SE                           | X25XE                             | X25XEI                  | Y26SE                            | X30XEI                  |
| Motortype                                      | R4-benzinmotor                  | R4-benzinmotor                  | V6-benzinmotor                    | V6-benzinmotor          | V6-benzinmotor                   | V6-benzinmotor          |
| Antal ventiler pr. cylinder                    | 4                               | 4                               | 4                                 | 4                       | 4                                | 4                       |
| Ventilstyring                                  | DOHC, tandrem                   | DOHC, kæde                      | 2 × DOHC, tandrem                 | 2 × DOHC, tandrem       | 2 × DOHC, tandrem                | 2 × DOHC, tandrem       |
| Fødesystem                                     | Multipoint                      | Multipoint                      | Multipoint                        | Multipoint              | Multipoint                       | Multipoint              |
| Trykladning                                    | –                               | –                               | –                                 | –                       | –                                | –                       |
| Køling                                         | Vandkøling                      | Vandkøling                      | Vandkøling                        | Vandkøling              | Vandkøling                       | Vandkøling              |
| Boring × slaglængde                            | 86,0 × 86,0 mm                  | 86,0 × 94,6 mm                  | 81,6 × 79,6 mm                    | 81,6 × 79,6 mm          | 83,2 × 79,6 mm                   | 86,0 × 85,0 mm          |
| Slagvolume                                     | 1998 cm³                        | 2198 cm³                        | 2498 cm³                          | 2498 cm³                | 2597 cm³                         | 2962 cm³                |
| Kompressionsforhold                            | 10,8:1                          | 10,0:1                          | 10,8:1                            | 10,8:1                  | 10,0:1                           |                         |
| Maks. effekt ved omdr./min.                    | 100 kW (136 hk) 5600            | 108 kW (147 hk) 5800            | 125 kW (170 hk) 5800              | 143 kW (195 hk) 6500    | 125 kW (170 hk) 5800             | 162 kW (220 hk) 6200    |
| Maks. drejningsmoment ved omdr./min.           | 188 Nm 3200                     | 203 Nm 4000                     | 230 Nm 3200                       | 240 Nm 3500             | 250 Nm 3600                      | 300 Nm 3600             |
| Udstødningsnorm                                | Euro 2                          | Euro 4                          | Euro 2                            | Euro 2                  | Euro 3                           | Euro 2                  |
| Kraftoverførsel                                |                                 |                                 |                                   |                         |                                  |                         |
| Drivende hjul                                  | Forhjul                         | Forhjul                         | Forhjul                           | Forhjul                 | Forhjul                          | Forhjul                 |
| Gearkasse (standardudstyr)                     | 5-trins manuel                  | 5-trins manuel                  | 5-trins manuel                    | 5-trins manuel          | 5-trins manuel                   | 5-trins manuel          |
| Gearkasse (ekstraudstyr)                       | 4-trins automatisk              | 4-trins automatisk              | 4-trins automatisk                | –                       | 4-trins automatisk               | –                       |
| Præstationer (Limousine)                       |                                 |                                 |                                   |                         |                                  |                         |
| Topfart                                        | 215 km/t (212 km/t)             | 218 km/t (213 km/t)             | 230 km/t (227 km/t)               | 236 km/t                | 230 km/t (227 km/t)              | 242 km/t                |
| Acceleration 0-100 km/t                        | 10,0 sek. (11,0 sek.)           | 9,5 sek. (10,5 sek.)            | 8,5 sek. (9,5 sek.)               | 7,9 sek.                | 8,5 sek. (9,0 sek.)              | 6,9 sek.                |
| Brændstofforbrug pr. 100 km ved blandet kørsel | 8,5 liter (9,6 liter) Blyfri 95 | 8,4 liter (9,1 liter) Blyfri 95 | 9,9 liter (10,5 liter) Blyfri 95  |                         | 9,7 liter (10,4 liter) Blyfri 95 |                         |
| CO2-udslip ved blandet kørsel                  | 202 g/km (230 g/km)             | 202 g/km (219 g/km)             | 236 g/km (250 g/km)               |                         | 233 g/km (250 g/km)              |                         |
| Præstationer (Caravan)                         |                                 |                                 |                                   |                         |                                  |                         |
| Topfart                                        | 207 km/t (200 km/t)             | 212 km/t (207 km/t)             | 222 km/t (215 km/t)               | 226 km/t                | 223 km/t (218 km/t)              |                         |
| Acceleration 0-100 km/t                        | 10,5 sek. (11,5 sek.)           | 10,0 sek. (11,0 sek.)           | 9,0 sek. (10,0 sek.)              | 8,2 sek.                | 9,0 sek. (9,5 sek.)              |                         |
| Brændstofforbrug pr. 100 km ved blandet kørsel | 8,8 liter (9,7 liter) Blyfri 95 | 8,6 liter (9,3 liter) Blyfri 95 | 10,1 liter (10,7 liter) Blyfri 95 |                         | 9,9 liter (10,5 liter) Blyfri 95 |                         |
| CO2-udslip ved blandet kørsel                  | 209 g/km (231 g/km)             | 207 g/km (224 g/km)             | 240 g/km (255 g/km)               |                         | 238 g/km (252 g/km)              |                         |
| Bemærkninger                                   |                                 |                                 |                                   |                         |                                  |                         |
|                                                | Egnet til E10-brændstof         | Ikke egnet til E10-brændstof    | Egnet til E10-brændstof           | Egnet til E10-brændstof | Egnet til E10-brændstof          | Egnet til E10-brændstof |

1. 1 2  Specialmodel fra Irmscher
2. ↑  Fra 9/1998 188 Nm ved 3400 omdr./min.
3. 1 2  Værdier i parentes gælder for versioner med automatgear

### Dieselmotorer
|                                                | 1.7 TD                    | 2.0 DI 16V         | 2.0 DTI 16V               | 2.0 DTI 16V               | 2.2 DTI 16V               |                |
| Byggeår                                        | 10/1995–8/1996            | 9/1996–9/2000      | 9/1997–9/2000             | 10/2000–2/2002            | 10/2000–2/2002            |                |
| Motordata                                      |                           |                    |                           |                           |                           |                |
| Motorkode                                      | X17DT                     | X20DTL             | X20DTH                    | Y20DTH                    | Y22DTR                    |                |
| Motortype                                      | R4-dieselmotor            | R4-dieselmotor     | R4-dieselmotor            | R4-dieselmotor            | R4-dieselmotor            | R4-dieselmotor |
| Antal ventiler pr. cylinder                    | 2                         | 4                  | 4                         | 4                         | 4                         |                |
| Ventilstyring                                  | OHC, tandrem              | OHC, kæde          | OHC, kæde                 | OHC, kæde                 | OHC, kæde                 |                |
| Fødesystem                                     | Hvirvelkammer             | Direkte            | Direkte                   | Direkte                   | Direkte                   |                |
| Trykladning                                    | Turbolader, ladeluftkøler | Turbolader         | Turbolader, ladeluftkøler | Turbolader, ladeluftkøler | Turbolader, ladeluftkøler |                |
| Køling                                         | Vandkøling                | Vandkøling         | Vandkøling                | Vandkøling                | Vandkøling                |                |
| Boring × slaglængde                            | 79,0 × 86,0 mm            | 84,0 × 90,0 mm     | 84,0 × 90,0 mm            | 84,0 × 90,0 mm            | 84,0 × 98,0 mm            |                |
| Slagvolume                                     | 1686 cm³                  | 1995 cm³           | 1995 cm³                  | 1995 cm³                  | 2171 cm³                  |                |
| Kompressionsforhold                            | 22,0:1                    | 18,5:1             | 18,5:1                    | 18,5:1                    | 18,5:1                    |                |
| Maks. effekt ved omdr./min.                    | 60 kW (82 hk) 4400        | 60 kW (82 hk) 4300 | 74 kW (100 hk) 4300       | 74 kW (100 hk) 4300       | 92 kW (125 hk) 4000       |                |
| Maks. drejningsmoment ved omdr./min.           | 168 Nm 2400               | 185 Nm 1800−2500   | 205 Nm 1600−2750          | 230 Nm 1950−2500          | 270 Nm 1500−2750          |                |
| Udstødningsnorm                                | Euro 1                    | Euro 2             | Euro 2                    | Euro 3                    | Euro 3                    |                |
| Kraftoverførsel                                |                           |                    |                           |                           |                           |                |
| Drivende hjul                                  | Forhjul                   | Forhjul            | Forhjul                   | Forhjul                   | Forhjul                   | Forhjul        |
| Gearkasse                                      | 5-trins manuel            | 5-trins manuel     | 5-trins manuel            | 5-trins manuel            | 5-trins manuel            | 5-trins manuel |
| Præstationer (Limousine)                       |                           |                    |                           |                           |                           |                |
| Topfart                                        | 175 km/t                  | 178 km/t           | 195 km/t                  | 195 km/t                  | 207 km/t                  |                |
| Acceleration 0-100 km/t                        | 15,5 sek.                 | 15,5 sek.          | 13,0 sek.                 | 13,0 sek.                 | 10,5 sek.                 |                |
| Brændstofforbrug pr. 100 km ved blandet kørsel | 6,4 liter Diesel          | 5,8 liter Diesel   | 6,0 liter Diesel          | 5,7 liter Diesel          | 6,5 liter Diesel          |                |
| CO2-udslip ved blandet kørsel                  |                           | 153 g/km           | 159 g/km                  | 154 g/km                  | 176 g/km                  |                |
| Præstationer (Caravan)                         |                           |                    |                           |                           |                           |                |
| Topfart                                        | –                         | 170 km/t           | 187 km/t                  | 188 km/t                  | 200 km/t                  |                |
| Acceleration 0-100 km/t                        | –                         | 16,5 sek.          | 14,0 sek.                 | 13,5 sek.                 | 11,0 sek.                 |                |
| Brændstofforbrug pr. 100 km ved blandet kørsel | –                         | 6,1 liter Diesel   | 6,3 liter Diesel          | 5,8 liter Diesel          | 6,6 liter Diesel          |                |
| CO2-udslip ved blandet kørsel                  | –                         | 161 g/km           | 167 g/km                  | 157 g/km                  | 178 g/km                  |                |

1. ↑  For visse eksportlande 88 kW (120 hk)

Dieselmotorerne med direkte indsprøjtning er alle udstyret med vedligeholdelsesfri styrekæde. I starten havde de problemer med turbolader, olieforbrug, luftmassemålere samt indsprøjtningspumper (type VP44) fra Bosch. Selve motorerne gælder som robuste og langlivede. 1,7 TD-motoren med hvirvelkammerindsprøjtning blev produceret af det japanske bilfirma Isuzu, mens 2,0- og 2,2-litersmotorerne med direkte indsprøjtning blev bygget af Opel selv i Kaiserslautern.

## Muligt udstyr
- Stof- eller læderindtræk
- Træ- eller titanlook
- El-ruder
- Klimaanlæg eller -automatik
- Cd-radio
- Kørecomputer
- Femtrins manuel gearkasse eller firetrins automatgear
- Fartpilot
- Xenonforlygter (fra august 1999)
- Navigationssystem
- Sideairbags (fra juli 1997)
- Sædevarme
- El-justerbare og -opvarmelige sidespejle

## Specialversioner
Vectra i500 er en af Irmscher modificeret model med front- og hækskørter samt sidebeskyttelseslister og hækspoiler rettet mod det daværende STW-mesterskab. Den modificerede 2,5 V6-motor (X25XEI) yder 143 kW (195 hk). Kabinen har i stedet for sort kunststof titanfarvede konsolblænder og mere omfangsrigt standardudstyr med Irmscher-sportsrat. Denne sportsversion af Vectra blev fuldendt med en sportslig undervogn, som i forhold til standardundervognen er sænket 20 mm samt 17" BBS-alufælge. i500 findes både som sedan og Caravan og blev bygget fra december 1997 til august 2000.
Derudover findes der også en Vectra i30 (officielt skulle der findes 30 eksemplarer, heraf 23 Caravans) med 3,0-liters V6-motor (X30XEI) med 162 kW (220 hk). Designet er det samme som på i500, dog er kølergrillen uden Opel-emblem og i stedet for BBS-fælgene har bilen 17" Irmscher Twin Spoke-alufælge fra i500. i30 blev lavet som en begrænset specialmodel i anledning af firmaet Irmscher fra Remshalden's 30-års jubilæum.
i30 findes også i en modificeret udgave, kaldet iS3. Denne model blev vist på Essen Motor Show og havde ligeledes 3,0-liters V6-motor med 162 kW (220 hk). Udenpå er den bortset fra kølergrillen og 18" fælgene identisk med i500; kabinen kunne individualiseres med forskelligt farvet læderudstyr.
Mellem sommeren 1995 og starten af 2002 blev der bygget en sportsversion (fra 1,8 16V-motoren og opefter), som kan kendes på tonede baglygter (rød/sort), som også er monteret på CDX-modellen, 16" Irmscher Twin Spoke-alufælge, alu/titanlook i kabinen og carbonlook (også CDX) på dørene. Alt efter modelår kan der være monteret to forskellige sportsundervogne (en Irmscher-sportsundervogn sænket 30 mm med røde fjedre, 1995−1998 eller en original Opel-sportsundervogn sænket 20 mm med sorte fjedre, 1998−2002). Fra 2001 blev der solgt en sportsversion med modificeret for- og bagkofangere, sportsæder i dellæder og 17" alufælge.

## Søstermodeller
Til det nordamerikanske marked blev Saturn L-serien bygget som firedørs sedan og femdørs stationcar på basis af Vectra B. I Australien blev modellen solgt som Holden Vectra, i Storbritannien som Vauxhall Vectra og i Brasilien som Chevrolet Vectra. Forskellen er udelukkende kølergrillen samt emblemerne. Modellerne har dog også mindre mærketypiske forandringer (som f.eks. baglygter i klart glas på Chevrolet).